# Anastasija Ljaško
Anastasija Anatol'evna Ljaško (in russo Анастасия Анатольевна Ляшко?; Mosca, 17 febbraio 2005) è una pallavolista russa, di ruolo centrale.

## Carriera

### Club
La carriera di Anastasija Ljaško nel 2019, quando muove i primi passi in una formazione moscovita, dalla quale un anno dopo entra a far parte del settore giovanile della Dinamo-Ak Bars. Nella stagione 2021-22 debutta in Superliga con lo Zareč'e Odincovo, mentre nella stagione seguente si trasferisce al Tulica.
Nel campionato 2023-24 gioca per la prima volta all'estero, ingaggiata dal Volero Le Cannet, in Ligue A, con il quale si aggiudica la Supercoppa francese, mentre nel campionato seguente si trasferisce in Italia, dove è di scena in Serie A1 con il Chieri '76. Nell'agosto del 2025 il Chieri comunica la risoluzione del contratto con la centrale russa.

## Palmarès

### Club
- Supercoppa francese: 1

2023